# Adolf Höschle
Adolf Höschle (* 20. Juli 1899 in Stuttgart; † 14. Dezember 1969) war ein deutscher Fußballspieler.

## Spielerkarriere

### Verein
Höschle gehörte von 1915 bis 1929 den Stuttgarter Kickers an. In den unter dem Dachverband des Süddeutschen Fußball-Verbandes ausgetragenen Meisterschaften bestritt er bis 1918 Punktspiele im Südkreis. Von 1919 bis 1923 kam er in der Kreisliga Württemberg, von 1923 bis 1929 in der Bezirksliga Württemberg/Baden zum Einsatz. Während seiner Zugehörigkeit zum Verein gewann er mit diesen siebenmal die Württembergische Meisterschaft, einmal die Südkreismeisterschaft und 1917 die Süddeutsche Meisterschaft.

### Auswahl-/Nationalmannschaft
Sein einziges Länderspiel für die A-Nationalmannschaft bestritt er am 27. Juni 1920 in Zürich bei der 1:4-Niederlage gegen die Schweizer Nationalmannschaft.
Im gleichen Jahr gehörte er dem Kader der Süddeutschen Auswahlmannschaft an und absolvierte für diese eine Partie gegen die Nationalmannschaft Ungarns.

## Erfolge
- Süddeutscher Meister 1917
- Südkreismeister 1917
- Württembergischer Meister 1916, 1921, 1923, 1924, 1925, 1928, 1936

## Trainerkarriere
Ab 1930 nahm er Trainerposten wahr und trainierte in der Saison 1930/31 zunächst die Sportfreunde Esslingen. Die Saison 1933/34 trainierte er die Stuttgarter Kickers und führte sie in der Gauliga Württemberg, in einer von zunächst 16, später auf 23 aufgestockten Gauligen zur Zeit des Nationalsozialismus als einheitlich höchste Spielklasse im Deutschen Reich, auf den zweiten Platz; er löste den jüdischen Trainer Fritz Kerr zuvor ab, der auf Grund einer Erklärung aller süddeutschen Top-Vereine den Klub verlassen musste. Nach der Saison 1935/36, in der er die zweite Mannschaft der Stuttgarter Kickers trainierte, folgten noch die Vereine Karlsruher FC Phönix und die Sportfreunde Esslingen. Am 28. Mai 1937 beantragte er die Aufnahme in die NSDAP und wurde rückwirkend zum 1. Mai desselben Jahres aufgenommen (Mitgliedsnummer 5.845.750).

## Sonstiges
1952 wurde er von den Kickers-Mitgliedern zum 2. Vorsitzenden des Vereins gewählt. Der Diplom-Ingenieur Höschle war später auch Lastwagenfabrikant.